# Orlen Lietuva
Orlen Lietuva (колишня Mažeikių nafta — Мажейкю нафта) ― польсько-литовська нафтова компанія, одна з найбільших компаній Литви. До групи Orlen Lietuva входить нафтокомплекс, що складається з Мажейкяйського НПЗ, Бутінгський терміналу і Біржайського нафтопроводу, а також компанії Ventus nafta, торгового дому Mazeikiu nafta, Paslaugos tau, Emas, Naftel. 100% акцій Orlen Lietuva належать польській компанії PKN Orlen. Компанія володіє єдиним НПЗ в Балтійських країнах — Мажейкяйським НПЗ. 
Штаб-квартира — в місті Мажейкяй. Головний офіс і реєстраційні адреси компанії розташовані в 17 км на захід від Мажейкяй, в селі Юодейкяй.

## Історія

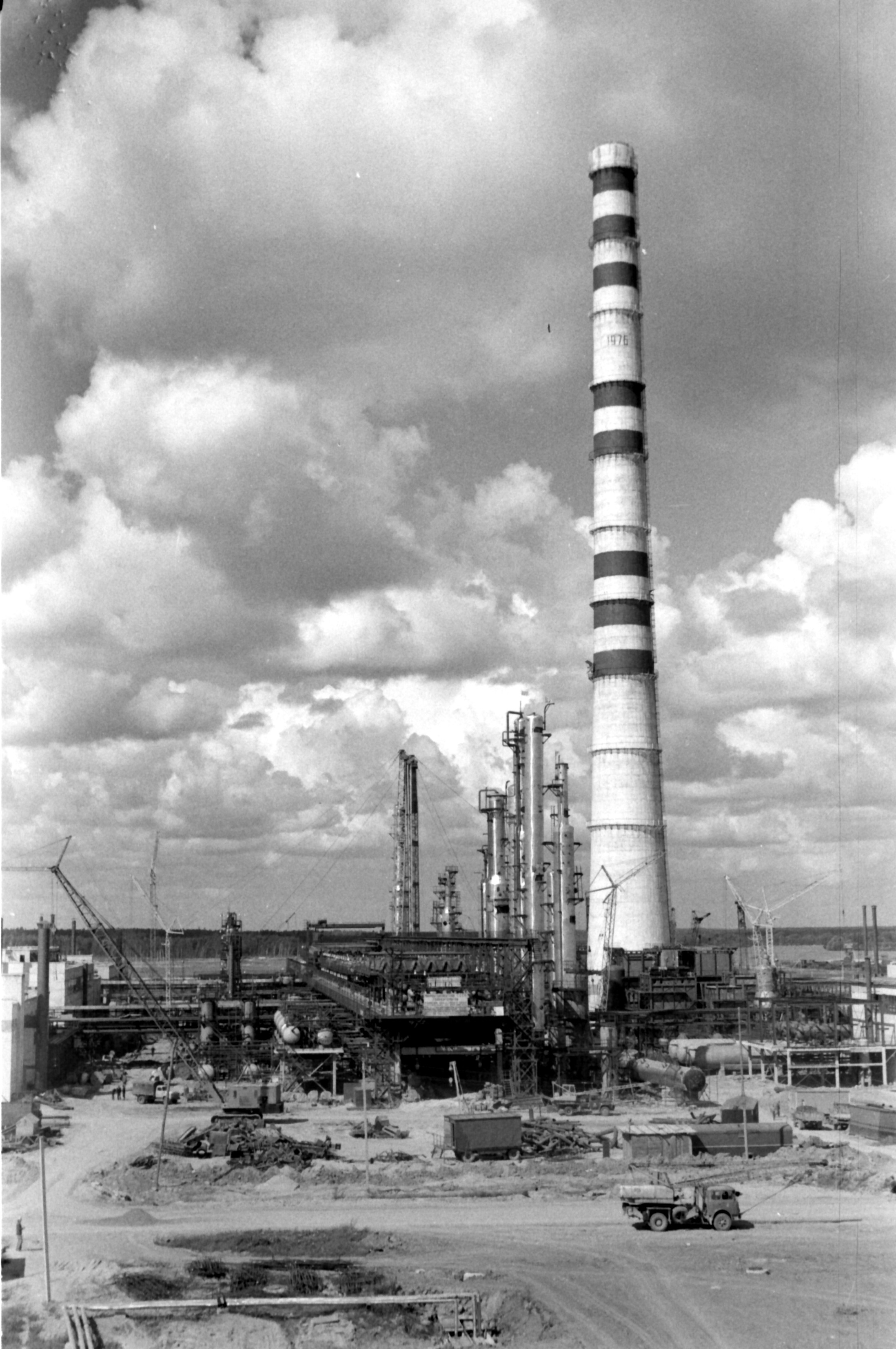
Мажейкський НПЗ в 1979 р.

Компанія «Mažeikių nafta» створена в 1995 році шляхом приватизації державного підприємства «Нафта». Торговельна діяльність контролюється через підприємство «Торговий дім Мажейкю нафта» (Mažeikių nafta prekybos namai).

## Приватизація
Вперше компанія була приватизована литовським урядом у 1999 році, коли її придбала група Williams Companies що базується в США. Пізніше Williams зіткнулася з фінансовими проблемами, а їх частку в Mažeikių Nafta викупила російська компанія ЮКОС. Однак у 2003 році ЮКОС вступив в конфлікт з російською владою і повинен був сплатити мільярди доларів податків. Зіткнувшись з банкрутством, ЮКОС почав розпродавати свої активи, включаючи Mažeikių Nafta.
Кілька потенційних покупців з Росії, Казахстану та Польщі виявили зацікавленість у придбанні нафтопереробного заводу, мажоритарним учасником якого в даний час був Yukos International, синдикат ЮКОС. Після кількох місяців переговорів пропозиція польської компанії PKN Orlen була визнана найбільш вигідною та обраною. Крім того, Литва вважала це найбільш бажаним, оскільки вона прагнула уникнути придбання нафтопереробного заводу та інфраструктури російськими інтересами. Щоб змусити продаж ЮКОСу за нижчою ціною, Росія закрила єдиний наземний трубопровід, який був описаний як «інструмент для залякування та шантажу».
Угода між Orlen та Yukos International про придбання 53,7% акцій останньої була укладена в червні 2006 року. Через кілька тижнів PKN Orlen підписала угоду з литовським урядом про купівлю ще 30,66%. Регулюючий орган Європейського Союзу схвалив угоду 7 листопада, вирішивши, що вона не буде суттєво шкодити конкуренції в європейському економічному просторі чи будь-якій його значній частині. Придбання була завершена 15 грудня 2006 року, коли PKN Orlen сплатила 1 492 000 000 доларів США компанії Yukos International, а уряд Литви — 851 828 900,31 доларів США.

## Керівництво
- Президент компанії — Марек Мрочковський
- Голова ради директорів — Неріюс Ейдукявічюс (раніше займав пост голови комісії Державного фонду майна Литви, віце-міністра господарства Литви)

## Діяльність

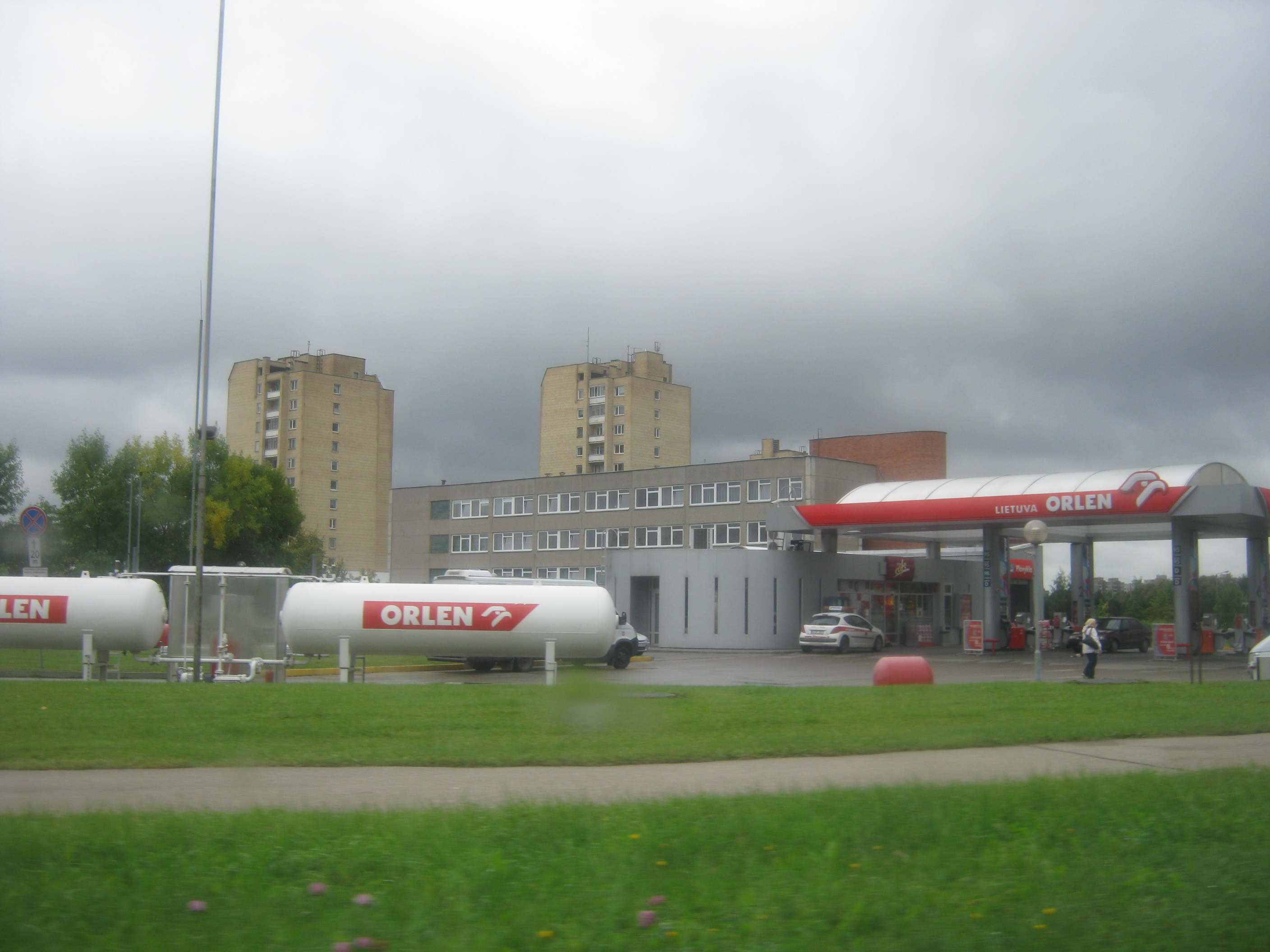
АЗС Orlen Lietuva

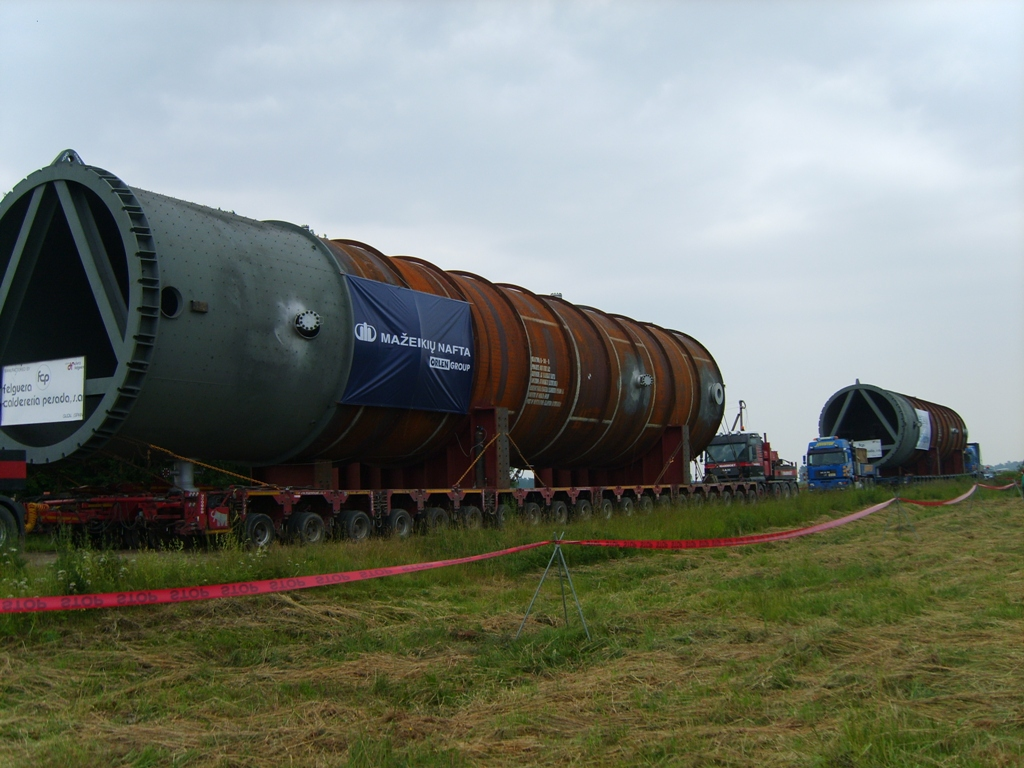
Два нові реактори прямують до Mažeikių Nafta 20 червня 2008 р. поблизу Жідікая

У «Mažeikių nafta» входять Мажейкський НПЗ потужністю 12 млн т сировини в рік і морський нафтовий термінал Бутінге (на узбережжі Балтійського моря на північ від Паланги) з пропускною спроможністю 10 млн т на рік. Також в компанію входить система литовських магістральних трубопроводів. Компанії управляє 35 АЗС в Литві. Внесок компанії Orlen Lietuva в ВВП Литви досягає 2%, а в експорт — близько 20%.
У 2011 році завод переробив 9,01 млн т нафти.
Доходи Orlen Lietuva в 2012 році склали 8,051 млрд. доларів (20,98 млрд літів), а в 2013 році 8,054 млрд. доларів (20,213 млрд літів). При цьому Orlen Lietuva в 2012 році отримала 80 млн доларів (208,48 млн літів) чистого прибутку, а в 2013 році зазнала 94 млн доларів (235,921 млн літів) чистих збитків.
Станом на перший квартал 2014 р. Orlen Lietuva мала заборгованість перед Литовської залізницею 5 млн літів. Через Бутінгський термінал компанії в січні-березні було вивезено 1,5 млн т нафти, що на 37% менше, ніж за той же період 2013 року.
У першому кварталі 2014 року переробка нафти на НПЗ скоротилася до 60%, що було пов'язано зі «зниженням конкурентоспроможності продукції». Однак, на кінець 2014 року зниження обсягів переробки склало тільки 16,3% в порівнянні з 2013 роком. Збитки компанії за 2014 рік склали 963,5 млн доларів, що було пов'язано в основному зі знеціненням активів материнської компанії.
У 2015 році обсяги переробки зросли з 8 до 9 млн тонн, але, у зв'язку зі світовою падінням цін на нафту і нафтопродукти, дохід компанії знизився з 6,2 млрд доларів (4,7 млрд євро) в 2014 році до 4,1 млрд доларів (3,7 млрд євро) в 2015. Чистий прибуток компанії за 2015 рік склав 235,9 млн доларів (213,3 млн євро).

## Пожежа 2006 року
12 жовтня 2006 року близько 14:30 на заводі сталася велика пожежа. Схоже, причиною була витік. Пожежа була згашена після 8 години вечора того ж дня, хоча деякі точкові пожежі все ще гасилися на наступний день. Під час пожежі обрушилася вакуумна вежа висотою 50 метрів, стався витік нафтопродуктів, була чутна серія вибухів; В одному місці пожежа охопила близько 800 квадратних метрів. На місце події було залучено 23 пожежні машини, і за свідченнями очевидців, пожежі досягали 150 метрів у висоту і їх можна було побачити за кілька кілометрів. Чорна хмара диму було видно з великої відстані, і воно рухалося до найближчого кордону з Латвією. Жертв серед персоналу немає.
Понесений збиток оцінюється приблизно в 38 мільйонів євро, а також близько 30 мільйонів втрачених доходів через виробничих втрат. Хоча вони і значні, в порівнянні із загальним обсягом виробництва і прибутком заводу, вони не такі великі, як передбачалося.
Спочатку після пожежі в різних ЗМІ були висловлені серйозні сумніви щодо того, чи піде PKN Orlen на операцію з купівлі компанії (хоча представники Orlen тут же спростували це). Зрештою, пожежа не завадила взяття компанії.
Різні високопоставлені особи висловили підозри щодо того, чи була пожежа випадковою або виробничим саботажем з боку російських енергетичних компаній в помсту за те, що їм не запропонували купити компанію. Заступник голови Держдуми Костянтин Косачев заявив, що «нестабільність буде продовжувати переслідувати завод, поки литовці остаточно не зрозуміють, яких партнерів слід вибирати» всього за кілька годин до початку пожежі.

## Плани
Глава PKN Orlen Петро Ковнацький будує плани будівництва нафтопродуктопроводу вартістю 100 млн доларів, який з'єднає належить НПЗ Mazeikiu Nafta з терміналом в Клайпеді. Ці наміри підтвердили гендиректор Mazeikiu Nafta Марек Мрочковскій і міністр господарства (економіки) Литви Вітас Навіцкас.